# Grundfør Sogn
Grundfør Sogn er et sogn i Favrskov Provsti (Århus Stift).
I 1800-tallet var Spørring Sogn anneks til Grundfør Sogn. Begge sogne hørte til Vester Lisbjerg Herred i Aarhus Amt. Grundfør-Spørring sognekommune blev ved kommunalreformen i 1970 delt: Spørring kom til Aarhus Kommune og Grundfør kom til Hinnerup Kommune, der ved strukturreformen i 2007 indgik i Favrskov Kommune.
I Grundfør Sogn ligger Grundfør Kirke, der er en oprindelig romansk bygning, opført i frådsten og granitkvadre. Det lille klokkespir i bindingsværk er fra 1854.

## Grundfør Mølle
Grundfør Mølle ligger ved Lilleåen lidt nord for Hinnerup. Den menes at stamme fra 1600-tallet, og har dengang hørt under Haraldslund. Hovedbygningen er fra 1864 og avlsbygningerne fra 1855. Vandmøllen er en valsemølle med et underfaldshjul. Her var tidligere bageri, men det nedbrændte i 1919.

## Overdrevet
Bofællesskabet Overdrevet i Hinnerup syd ligger i Grundfør sogn. Det er et af Danmarks ældste store bofællesskaber, etableret i 1980. Det har fra starten haft økologisk køkkenhave og vedvarende energiforsyning. Overdrevet har i dag (2023) både vindmølle, stort solfangeranlæg, jordvarmeanlæg og solceller. Desuden er boligerne bygget med 30 cm isolering i vægge og tag.

## Stednavne
I Grundfør Sogn findes følgende autoriserede stednavne:
- Dambro Huse (bebyggelse)
- Fredsholm (bebyggelse)
- Gammel Hinnerup (bebyggelse)
- Grundfør (bebyggelse, ejerlav)
- Grundfør Mark (bebyggelse)
- Haraldslund Mark (bebyggelse)
- Hinnerup (bebyggelse, ejerlav) – dels i Haldum Sogn
- Rønbæk (vandareal)